# Isactinia carlgreni
Isactinia carlgreni is een zeeanemonensoort uit de familie Actiniidae. De anemoon komt uit het geslacht Isactinia. Isactinia carlgreni werd in 1911 voor het eerst wetenschappelijk beschreven door Lager. 